# Maxillaria lindleyana
Maxillaria lindleyana, the Lindley's Maxillaria, là một loài lan có mặt từ Brasil to Peru.